# Orchidantha longiflora
Orchidantha longiflora är en enhjärtbladig växtart som först beskrevs av Benedetto Scortechini, och fick sitt nu gällande namn av Henry Nicholas Ridley. Orchidantha longiflora ingår i släktet Orchidantha och familjen Lowiaceae. Inga underarter finns listade.